# Xã Freedom, Quận Wood, Ohio
Xã Freedom (tiếng Anh: Freedom Township) là một xã thuộc quận Wood, tiểu bang Ohio, Hoa Kỳ. Năm 2010, dân số của xã này là 2.727 người.